# Protium crenatum
Protium crenatum är en tvåhjärtbladig växtart som beskrevs av Noel Yvri Sandwith. Protium crenatum ingår i släktet Protium och familjen Burseraceae. Inga underarter finns listade i Catalogue of Life.